# Корабель берегової охорони «Дозор»
Корабель берегової охорони типу «Дозор» — корабель морської охорони 2 рангу, перспективний корабель морської охорони, розроблений миколаївським державним підприємством «Дослідно-проєктний центр кораблебудування» (ДП "ДПЦК"). Призначений для забезпечення охорони державного кордону та суверенних прав держави в її виключній (морській) економічній зоні. Розроблений в рамках виконання програми «Облаштування та реконструкція державного кордону» на період до 2015 року від 13 червня 2007 року.

## Тактико-технічні характеристики
Загальні кораблебудівні характеристики
- Довжина, максимальна: 73,70 м
- Довжина по КВЛ: 67,0 м
- Ширина, максимальна: 10,98 м
- Осадка максимальна: 3,5 м
- Осадка по КВЛ: 2,70 м
- Водотоннажність, повна: 960 т
- Автономність 15 діб
- Екіпаж 56 осіб

Енергетична установка та швидкість
- Енергетична установка 2 дизелі
- Максимальна швидкість: 21 вуз.
- Дальність плавання не менше 3800 миль (12 вуз.)

Радіотехнічні засоби
- РЛС висвітлення надводної обстановки
- Оптико-електронна система управління стрільбою АУ
- Навігаційна РЛС
- Інтегрований місток

Озброєння
- 1х1 76-мм АУ
- 1 універсальний бойовий модуль УБМ-30М калібру 30-мм
- доглядовий катер

Склад корабельної зброї та радіоелектронного озброєння може бути уточнений у відповідності до вимог Замовника.